# NGC 3300
NGC 3300 је спирална галаксија у сазвежђу Лав која се налази на NGC листи објеката дубоког неба.
Деклинација објекта је + 14° 10' 16" а ректасцензија 10h 36m 38,5s. Привидна величина (магнитуда) објекта NGC 3300 износи 12,3 а фотографска магнитуда 13,3. Налази се на удаљености од 42,9000 милиона парсека од Сунца. NGC 3300 је још познат и под ознакама UGC 5766, MCG 2-27-30, CGCG 65-66, PGC 31472.